# Dick's Picks Volume 26
Dick's Picks Volume 26 je koncertní dvojalbum americké rockové skupiny Grateful Dead, nahrané 26. dubna 1969 v Chicagu, Illinois a 27. dubna téhož roku v Minneapolis, Minnesota a vydané v roce 2002. Jedná se o šestadvacátou část série Dick's Picks.

## Seznam skladeb
| Disk 1 | Disk 1                      | Disk 1                       | Disk 1 |
| Pořadí | Název                       | Autor                        | Délka  |
| ------ | --------------------------- | ---------------------------- | ------ |
| 1.     | Dupree's Diamond Blues      | Robert Hunter, Jerry Garcia  | 4:30   |
| 2.     | Mountains of the Moon       | Hunter, Garcia               | 6:45   |
| 3.     | China Cat Sunflower         | Hunter, Garcia               | 5:58   |
| 4.     | Doin' That Rag              | Hunter, Garcia               | 7:18   |
| 5.     | Cryptical Envelopment       | Garcia                       | 3:05   |
| 6.     | The Other One               | Bill Kreutzman, Bob Weir     | 7:20   |
| 7.     | The Eleven                  | Hunter, Phil Lesh            | 7:59   |
| 8.     | The Other One               | Kreutzman, Weir              | 1:04   |
| 9.     | I Know It's a Sin           | Jimmy Reed                   | 4:28   |
| 10.    | Turn on Your Lovelight      | Deadric Malone, Joseph Scott | 20:37  |
| 11.    | Me and My Uncle             | John Phillips                | 4:12   |
| 12.    | Sittin' on Top of the World | Lonnie Carter, Walter Jacobs | 3:37   |

| Disk 2 | Disk 2                              | Disk 2                                                           | Disk 2 |
| Pořadí | Název                               | Autor                                                            | Délka  |
| ------ | ----------------------------------- | ---------------------------------------------------------------- | ------ |
| 1.     | Dark Star                           | Hunter, Garcia, Mickey Hart, Kreutzman, Lesh, Ron McKernan, Weir | 26:37  |
| 2.     | Saint Stephen / William Tell Bridge | Hunter, Garcia, Lesh                                             | 9:18   |
| 3.     | The Eleven                          | Hunter, Lesh                                                     | 10:19  |
| 4.     | Turn on Your Lovelight              | Malone, Scott                                                    | 15:25  |
| 5.     | Morning Dew                         | Bonnie Dobson, Tim Rose                                          | 10:47  |

## Sestava
- Jerry Garcia – sólová kytara, zpěv
- Bob Weir – rytmická kytara, zpěv
- Phil Lesh – basová kytara, zpěv
- Ron „Pigpen“ McKernan – harmonika, perkuse, zpěv
- Tom Constanten – varhany
- Mickey Hart – bicí
- Bill Kreutzmann – bicí